# Sân vận động 28 tháng 9
Sân vận động 28 tháng 9 (tiếng Pháp: Stade du 28 Septembre) là một sân vận động đa năng ở Conakry, Guinée. Sân hiện đang được sử dụng chủ yếu cho các trận đấu bóng đá. Sân vận động có sức chứa 25.000 người.
Trong nỗ lực đăng cai Cúp bóng đá châu Phi (ANC) năm 2023, hay Coupe d'Afrique des Nations (CAN) bằng tiếng Pháp, các đề xuất đã được đưa ra để nâng cấp hoặc xây dựng lại Sân vận động 28 tháng 9 với sức chứa toàn bộ là 45.000–50.000 người. Hiện tại, một sân vận động quốc gia mới toàn chỗ ngồi, với sức chứa 50.000–55.000 người, đang được xây dựng ở Nongo gần Conakry, thủ đô của Cộng hòa Guinée.

## Sự kiện
- Các trận đấu bóng đá của đội tuyển bóng đá quốc gia Guinée
- Các trận đấu bóng đá của các câu lạc bộ lớn của Guinée
- Tang lễ của Ahmed Sékou Touré
- Tang lễ của tướng Lansana Conté
- Các cuộc họp chính trị

## Tên gọi
Sân vận động được đặt tên từ ngày 28 tháng 9, ngày Guinée nổi tiếng với việc bỏ phiếu KHÔNG trong cuộc trưng cầu dân ý của Pháp, cuộc trưng cầu cuối cùng dẫn đến nền độc lập chính trị của Guinée vào ngày 2 tháng 10 năm 1958. Guinée-Conakry (trước đây là Guinée thuộc Pháp) là thuộc địa cũ đầu tiên của Pháp ở châu Phi cận Sahara giành được độc lập về chính trị.

## Biểu tình 28 tháng 9
Vào ngày 28 tháng 9 năm 2009, các thành viên đảng đối lập đã biểu tình tại Sân vận động 28 tháng 9, yêu cầu tổng thống Guinée, Đại úy Moussa Dadis Camara từ chức. Lực lượng an ninh đã nổ súng vào đám đông khiến 157 người thiệt mạng và 1.200 người bị thương. Đáp lại những lời chỉ trích từ các tổ chức nhân quyền quốc tế, chính phủ nói rằng chỉ có 56 người chết và hầu hết bị chà đạp bởi những người biểu tình bỏ chạy. Tòa án Hình sự Quốc tế hiện đang điều tra vụ việc và Liên minh châu Phi đã yêu cầu Camara từ chức.